# Agilent Technologies

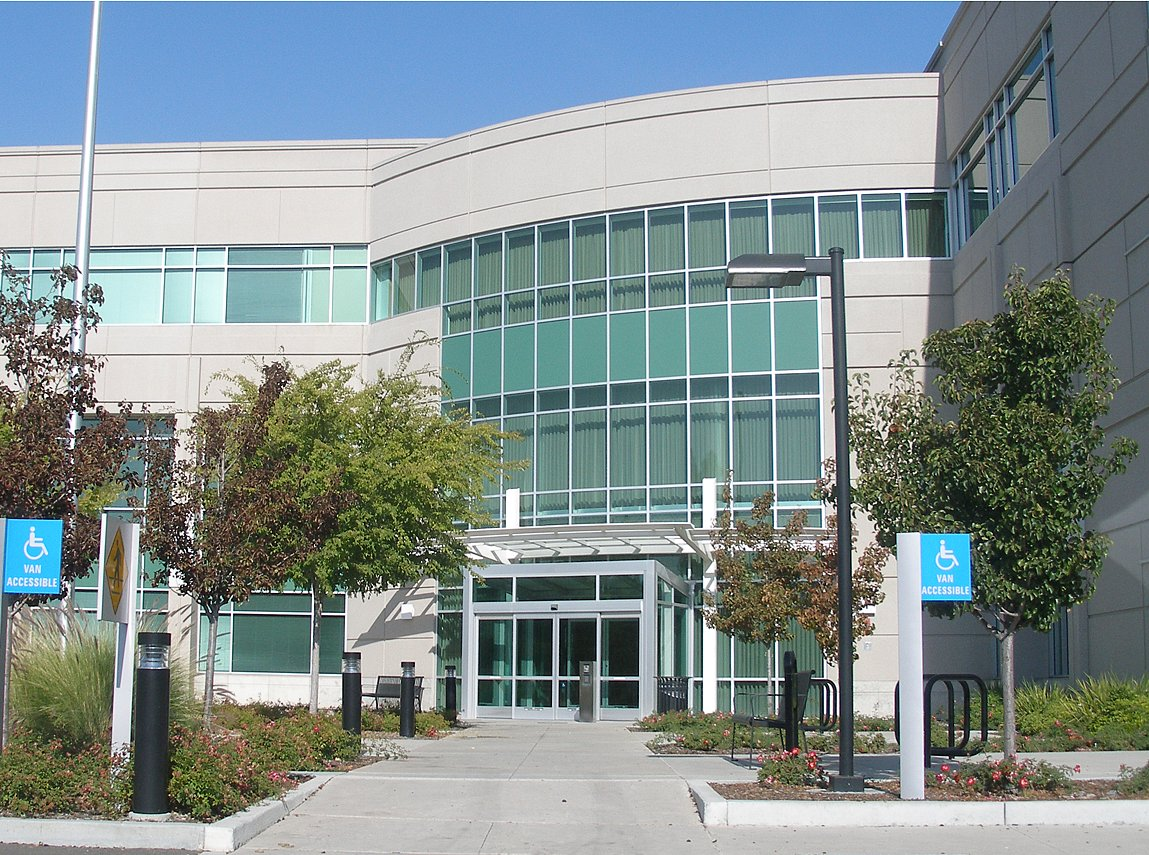
Ehemalige Zentrale von Agilent in Palo Alto bis zum Umzug auf den Santa-Clara-Campus (2006)

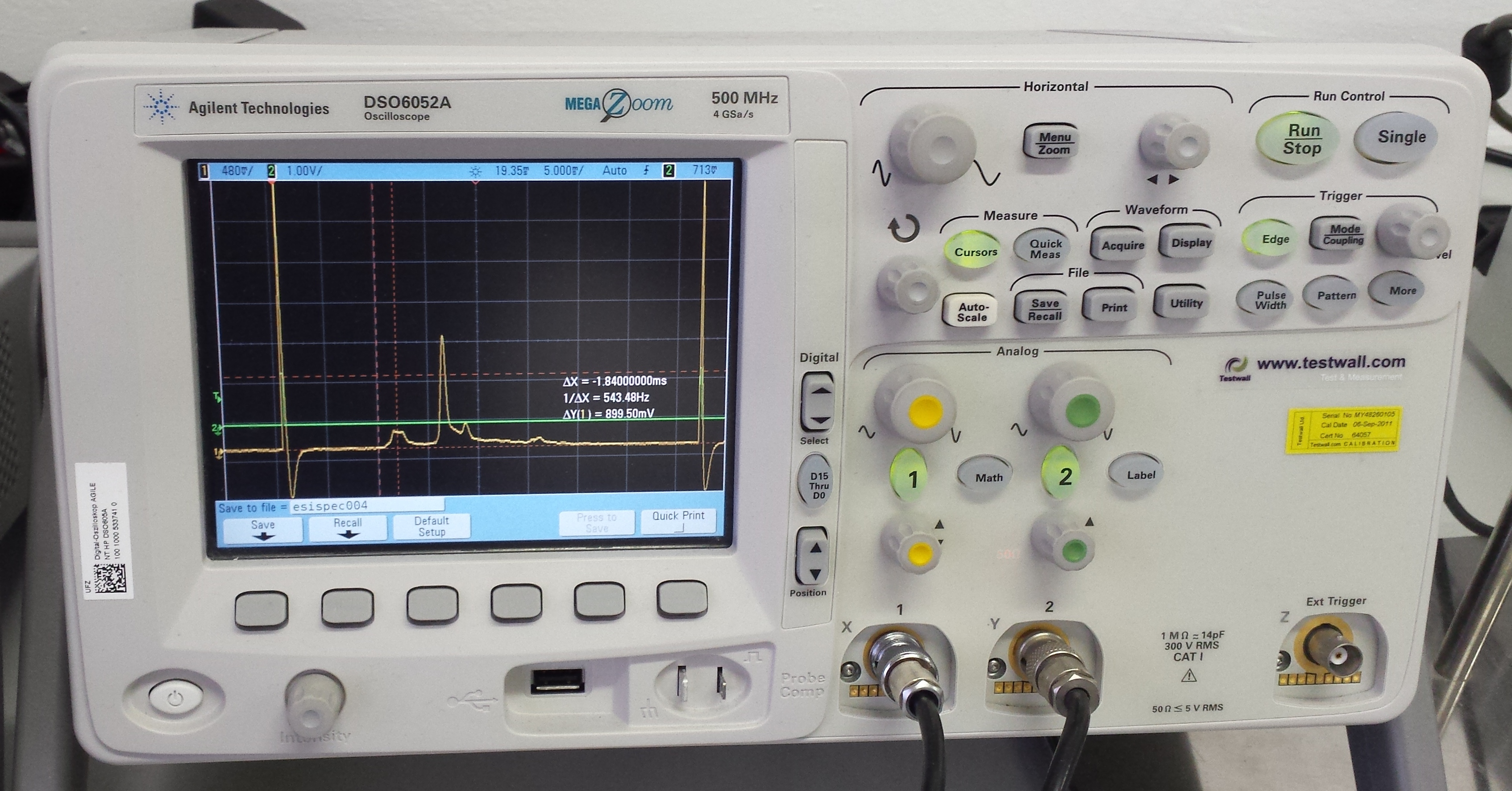
Oszilloskop von Agilent

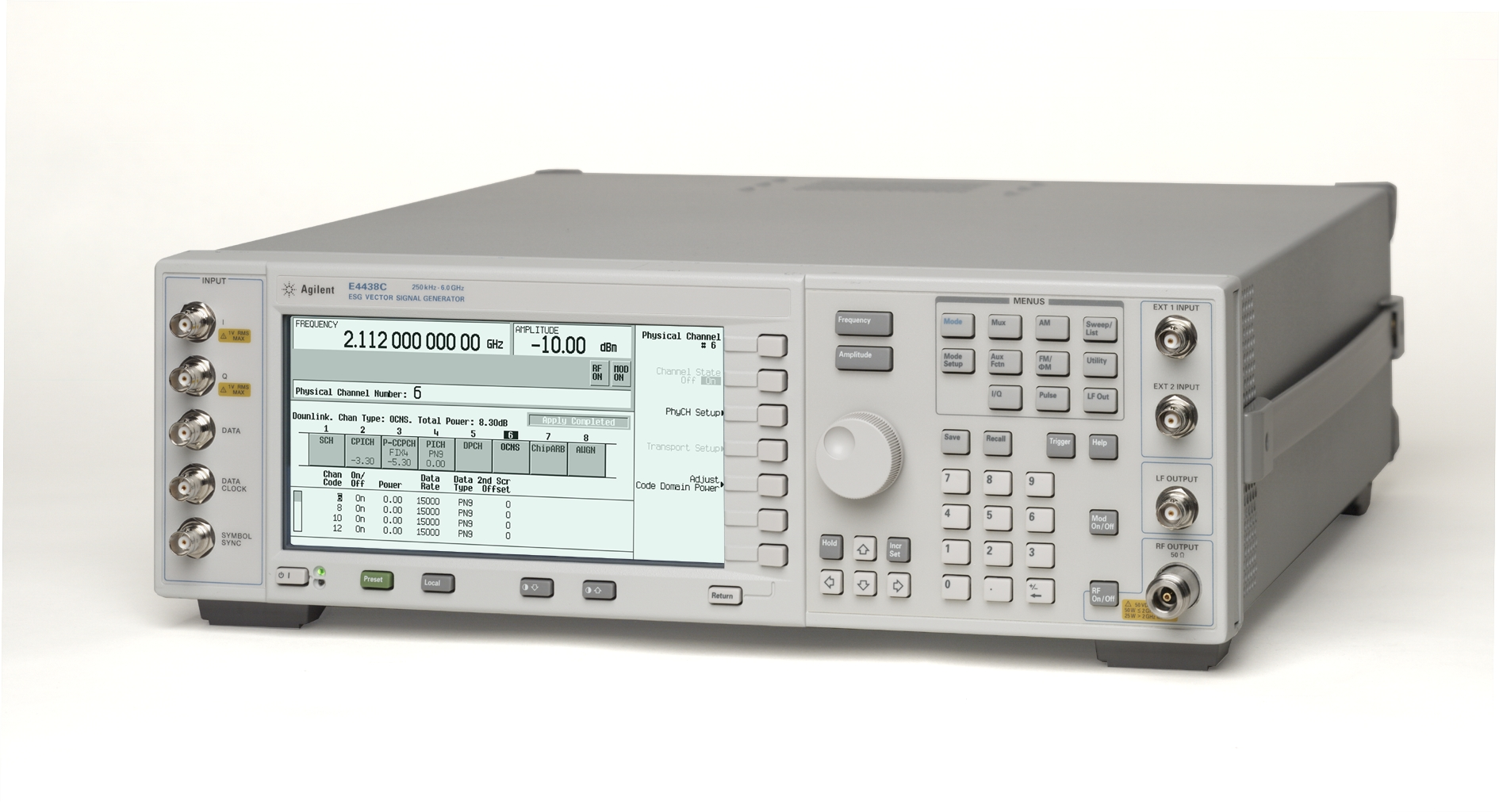
Signalgenerator von Agilent

Die Agilent Technologies, Inc., kurz auch Agilent, ist ein US-amerikanisches Technologieunternehmen mit Sitz in Santa Clara, Kalifornien, das analytische Messgeräte herstellt.

## Geschichte
Agilent entstand im Jahr 1999 als Ableger aus fünf Abteilungen des 1939 gegründeten Unternehmens Hewlett-Packard. Seit dem 2. Juni 2000 ist Agilent Technologies ein selbständiges Unternehmen. Die 1950 aus der Übernahme von Sanborn durch HP hervorgegangene Abteilung Healthcare/Medical Products wurde im Jahre 2001 an Philips Medical Systems verkauft, 2005 wurde die Agilent Technologies Semiconductor Products Group durch Kohlberg Kravis Roberts & Co. (KKR) und Silver Lake Partners akquiriert und der Halbleiterhersteller Avago (heute Broadcom) gegründet. 2006 wurde aus der Abteilung für SOC- und Memory-Tester ein eigenständiges Unternehmen gegründet, welches ab Mitte 2006 als Verigy an der NASDAQ gelistet- und im Jahre 2011 durch Advantest aufgekauft wurde. Im Juni 2007 übernahm Agilent die deutsche adaptif PHOTONICS GmbH, im Mai 2010 die Varian Inc. Im Jahr 2014 spaltete das Unternehmen den Geschäftsbereich der elektronischen Messtechnik ab. Daraus entstand das Unternehmen Keysight Technologies.
Seit Mai 2024 ist Padraig McDonnell als Nachfolger von Mike McMullen Vorstandsvorsitzender von Agilent Technologies.
Agilent beschreibt sich selbst als „Entwickler, Hersteller und Anbieter von Geräten, Systemen und Lösungen im Bereich analytische Messtechnik.“
2016 waren etwa 14.800 Mitarbeiter in allen Standorten weltweit beschäftigt.

## Standorte
Agilent Technologies in Deutschland beschäftigt rund 1000 Mitarbeiter, die meisten davon in Waldbronn. Weitere Agilent-Niederlassungen befinden sich in Frankfurt, Ratingen und München.

## Produkte
Hauptprodukte von Agilent sind Gaschromatographen (GC), Hochleistungsflüssigkeitschromatographen (HPLC), UV/VIS-Spektrometer, Massenspektrometer und optische Emissionsspektrometer mit induktiv gekoppeltem Plasma (ICP-MS bzw. ICP-OES), Kapillarelektrophorese-Geräte (CE) und DNA/RNA Microarrays. Auch Vakuumpumpen, automatische Probengeber und Probevorbereitungs-Systeme sind erhältlich. Außerdem stellt die Firma unter der Marke NovoCyte Durchflusszytometer mit bis zu fünf Lasern her.
Für die HPLC werden verschiedene Detektoren, beispielsweise ein UV-Diodenarraydetektor (DAD), Brechungsindexdetektor (RI), ein Fluoreszenz- (FLD), und ein Lichtstreudetektor (ELSD), angeboten.
Für die GC werden ein Flammenionisationsdetektor (FID), Wärmeleitfähigkeitsdetektor (TCD), Elektroneneinfangdetektor (ECD) und diverse Spezialdetektoren angeboten.
Sowohl klassische Kapillar-Elektrophorese (CE Kapillarelektrophorese) als auch Microfluidic-Produkte wie Bioanalyzer und Chip-LC/MS (Chip-Liquid Chromatography/Mass Spectrometry) werden angeboten.
Ein wichtiger Geschäftsbereich ist Kopplung von GC-, HPLC- und CE mit Massenspektrometrie (GC-MS, HPLC-MS, CE-MS). Durch die zahlreichen von Agilent angebotenen Kopplungstechniken von Massenspektrometern mit Chromatographiegeräten ist das Unternehmen einer der weltweit führenden Hersteller von Massenspektrometern. Unter anderem werden Massenspektrometer mit der Quadrupol- (MSD), der Ionenfallen- (ion trap) und der Flugrohrtechnik (TOF, time of flight) sowohl in Form einfacher als auch mehrfacher Massenspektrometer (Q-TOF: Quadrupol mit Flugrohr, QQQ: drei Quadrupole in Reihe) angeboten.
GC-, HPLC- und CE können auch mit der ICP-MS gekoppelt werden.
Die Investmenttochter Agilent Ventures unterstützt High Tech Start Up-Gesellschaften.